# Leendert van Dis
Leendert Frans van Dis (ur. 20 sierpnia 1944 w Amsterdamie) – holenderski wioślarz, srebrny medalista olimpijski.

## Kariera
Wystąpił na igrzyskach olimpijskich w Meksyku w 1968, gdzie wspólnie z Harrym Droogiem zdobył srebrny medal w dwójkach podwójnych. W finale o 0,98 sekundy przegrali z osadą ZSRR, a o 1,41 sekundy pokonali osadę USA. Był to jego jedyny start olimpijski.
Nie zdobył medali mistrzostw świata i mistrzostw Europy.
Po zakończeniu kariery został trenerem w swoim macierzystym klubie, Willem III.